# Barbora Strýcová
Barbora Strýcová (korábbi férjezett nevén: Barbora Záhlavová-Strýcová) (Plzeň, 1986. március 28. –) párosban kétszeres Grand Slam-tornagyőztes, egykori világelső, olimpiai bronzérmes, háromszoros Fed-kupa-győztes, ötszörös junior Grand Slam-tornagyőztes cseh hivatásos teniszezőnő.
2003–2021 közötti profi pályafutása során két egyéni és 32 páros WTA-tornát nyert meg. Első egyéni győzelmét 2011-ben aratta Québecben.
2002-ben és 2003-ban a juniorok között egyéniben megnyerte az Australian Opent, és párosban is három junior Grand Slam-győzelmet mondhat magáénak: 2001-ben az Australian Openen (Petra Cetkovskával), 2002-ben pedig a Roland Garroson (Anna-Lena Grönefelddel) és Wimbledonban (Elke Clijstersszel) diadalmaskodott. A felnőttek között a Grand Slam-tornákon a legjobb egyéni eredménye a 2019-es wimbledoni tornán elért elődöntő, párosban megnyerte a 2019-es és a 2023-as wimbledoni tornát. Legelőkelőbb egyéni világranglista-helyezése egyéniben a 16. volt, 2017. január 16-án, párosban az 1. helyre került 2019. július 15-én, és 12 héten keresztül állt ott. 2019. október 21-én ismét a világranglista élére került és 2020. február 2-ig újabb 15 héten át tartotta helyét. Összesen 27 hétig volt világelső.
A 2016-os riói olimpián párosban Lucie Šafářovával az elődöntőig jutottak, és a bronzéremért játszott mérkőzésen legyőzve a cseh Andrea Hlaváčková–Lucie Hradecká kettőst, bronzérmet szereztek.
2019-ben Hszie Su-vejjel párosban bejutott a WTA Finals (világbajnokság) döntőjébe, ahol a Babos Tímea–Kristina Mladenovic magyar-francia párossal szemben maradtak alul.
2002–2018 között 33 mérkőzést játszott Csehország Fed-kupa-válogatottjában, és három alkalommal (2015, 2016, 2018) tagja volt a trófeát elnyerő csapatnak.
A 2010-es Australian Open első fordulójában az orosz Regina Kulikova ellen egy 4 óra 19 perces mérkőzésen tudott nyerni. Az open era történetében ez a harmadik leghosszabb női egyes mérkőzés.
Férje és edzője Jakub Zahlava, Sandra Záhlavová cseh teniszezőnő unokatestvére volt, akitől 2015-ben elvált, és nevét visszaváltoztatta a születéskori nevére. 2021 márciusában arról adott hírt, hogy szeptemberre gyereket vár, május 4-én pedig hivatalosan is bejelentette visszavonulását.
2023-ban a Madrid Open tornán visszatért, és folytatta profi pályafutását.

## Junior Grand Slam döntői

### Egyéni

#### Győzelmek (2)
| Év   | Bajnokság       | Borítás | Ellenfél           | Eredmény      |
| ---- | --------------- | ------- | ------------------ | ------------- |
| 2002 | Australian Open | Kemény  | Marija Sarapova    | 6–0, 7–5      |
| 2003 | Australian Open | Kemény  | Viktorija Kutuzova | 0–6, 6–2, 6–2 |

#### Elveszített döntő (1)
| Év   | Bajnokság | Borítás | Ellenfél         | Eredmény |
| ---- | --------- | ------- | ---------------- | -------- |
| 2002 | US Open   | Kemény  | Marija Kirilenko | 4–6, 4–6 |

### Páros

#### Győzelmek (3)
| Év   | Bajnokság       | Borítás | Partner             | Ellenfél                             | Eredmény         |
| ---- | --------------- | ------- | ------------------- | ------------------------------------ | ---------------- |
| 2001 | Australian Open | Kemény  | Petra Cetkovská     | Anna Bastrikova Szvetlana Kuznyecova | 7–6(3), 1–6, 6–4 |
| 2002 | Roland Garros   | Salak   | Anna-Lena Grönefeld | Hszie Su-vej Szvetlana Kuznyecova    | 7–5, 7–5         |
| 2002 | Wimbledon       | Fű      | Elke Clijsters      | Allison Baker Anna-Lena Grönefeld    | 6–4, 5–7, 8–6    |

#### Elveszített döntő (1)
| Év   | Bajnokság       | Borítás | Partner         | Ellenfél                      | Eredmény         |
| ---- | --------------- | ------- | --------------- | ----------------------------- | ---------------- |
| 2003 | Australian Open | Kemény  | Petra Cetkovská | Casey Dellacqua Adriana Szili | 3–6, 4–4 feladta |

## Grand Slam döntői

### Páros

#### Győzelmek (2)
| Év   | Bajnokság | Borítás | Partner      | Ellenfél                       | Eredmény |
| ---- | --------- | ------- | ------------ | ------------------------------ | -------- |
| 2019 | Wimbledon | Fű      | Hszie Su-vej | Gabriela Dabrowski Hszü Ji-fan | 6–2, 6–4 |
| 2023 | Wimbledon | Fű      | Hszie Su-vej | Elise Mertens Storm Hunter     | 6–2, 6–4 |

#### Elveszített döntői (1)
| Év   | Bajnokság       | Borítás | Partner      | Ellenfél                        | Eredmény |
| ---- | --------------- | ------- | ------------ | ------------------------------- | -------- |
| 2020 | Australian Open | Kemény  | Hszie Su-vej | Babos Tímea Kristina Mladenovic | 2–6, 1–6 |

## WTA-döntői

### Egyéni

#### Győzelmei (2)
| Összesítés           |                        |
| Grand Slam-torna (0) |                        |
| Tier I (0)           | Premier Mandatory* (0) |
| Tier II (0)          | Premier Five* (0)      |
| Tier III (0)         | Premier* (0)           |
| Tier IV (0)          | International* (2)     |
| Tier V (0)           | Challenger* (0)        |

* 2009-től megváltozott a tornák rendszere. Challenger tornákat 2012-től rendeznek.
 Az egymás mellett azonos színnel jelölt tornatípusok között nincs teljes mértékű megfelelés.
| No. | Dátum                | Helyszín                   | Borítás    | Ellenfél a döntőben  | Eredmény a döntőben |
| 1.  | 2011. szeptember 18. | Bell Challenge, Québec     | Kemény (f) | Marina Eraković      | 4–6, 6–1, 6–0       |
| 2.  | 2017. október 15.    | Generali Ladies Linz, Linz | Kemény (f) | Magdaléna Rybáriková | 6–4, 6–1            |

#### Elveszített döntői (6)
| No. | Dátum             | Helyszín                                    | Borítás    | Ellenfél a döntőben | Eredmény a döntőben | Eredmény a döntőben |
| 1.  | 2010. július 18.  | ECM Prague Open, Prága                      | Salak      | Szávay Ágnes        | 2–6, 6–1, 2–6       |                     |
| 2.  | 2012. július 15.  | Italiacom Open, Palermo                     | Salak      | Sara Errani         | 1–6, 3–6            | (részletek)         |
| 3.  | 2014. június 15.  | AEGON Classic, Birmingham                   | Fű         | Ana Ivanović        | 3–6, 2–6            |                     |
| 4.  | 2014. október 18. | BGL Luxembourg Open, Luxembourg             | Kemény (f) | Annika Beck         | 2–6, 1–6            |                     |
| 5.  | 2016. február 20. | Dubai Duty Free Tennis Championships, Dubaj | Kemény     | Sara Errani         | 0–6, 2–6            |                     |
| 6.  | 2016. június 19.  | AEGON Classic, Birmingham                   | Fű         | Madison Keys        | 3–6, 4–6            |                     |

### Páros

#### Győzelmei (32)
| Összesítés           |                        |
| Grand Slam-torna (1) |                        |
| Tier I (0)           | Premier Mandatory* (3) |
| Tier II (1)          | Premier Five* (5)      |
| Tier III (0)         | Premier* (9)           |
| Tier IV (2)          | International* (10)    |
| Tier V (0)           | Challenger* (0)        |

* 2009-től megváltozott a tornák rendszere. Challenger tornákat 2012-től rendeznek.
 Az egymás mellett azonos színnel jelölt tornatípusok között nincs teljes mértékű megfelelés.
| Összesítés           |                        |                               |
| Grand Slam-torna (2) |                        |                               |
| Tier I (0)           | Premier Mandatory* (3) | WTA 1000 (kötelező)** (0)     |
| Tier II (1)          | Premier Five* (5)      | WTA 1000 (nem kötelező)** (0) |
| Tier III (0)         | Premier* (9)           | WTA 500** (0)                 |
| Tier IV (2)          | International* (10)    | WTA 250** (0)                 |
| Tier V (0)           | Challenger* (0)        |                               |

- * 2009-től megváltozott a tornák rendszere. Az egymás mellett azonos színnel jelölt tornatípusok között nincs teljes mértékű megfelelés.
- **2021-től megváltozott a tornák kategóriáinak elnevezése.

|     | Dátum                | Torna                                                                | Borítás    | Partner                   | Ellenfelek a döntőben                         | Eredmény a döntőben | Eredmény a döntőben |
| 1.  | 2005. május 1.       | J&S Cup, Varsó                                                       | Salak      | Tetyana Perebijnyisz      | Klaudia Jans Alicja Rosolska                  | 6–1, 6–4            |                     |
| 2.  | 2005. május 8.       | Grand Prix de SAR La Princesse Lalla Meryem, Rabat                   | Salak      | Émilie Loit               | Lourdes Domínguez Lino Nuria Llagostera Vives | 3–6, 7–6(6), 7–5    |                     |
| 3.  | 2008. augusztus 3.   | Nordea Nordic Light Open, Stockholm                                  | Kemény     | Iveta Benešová            | Petra Cetkovská Lucie Šafářová                | 7–5, 6–4            |                     |
| 4.  | 2009. szeptember 20. | Bell Challenge, Québec                                               | Kemény (f) | Vania King                | Sofia Arvidsson Séverine Beltrame             | 6–1, 6–3            |                     |
| 5.  | 2009. október 25.    | BGL Luxembourg Open, Luxembourg                                      | Kemény (f) | Iveta Benešová            | Vladimíra Uhlířová Renata Voráčová            | 1–6, 6–0, [10–7]    |                     |
| 6.  | 2010. február 14.    | Open GDF Suez, Párizs                                                | Kemény (f) | Iveta Benešová            | Cara Black Liezel Huber                       | visszaléptek        |                     |
| 7.  | 2010. február 27.    | Abierto Mexicano Telcel, Acapulco                                    | Salak      | Polona Hercog             | Sara Errani Roberta Vinci                     | 2–6, 6–1, [10–2]    |                     |
| 8.  | 2010. március 7.     | Monterrey Open, Monterrey                                            | Kemény     | Iveta Benešová            | Anna-Lena Grönefeld Vania King                | 3–6, 6–4, [10–8]    |                     |
| 9.  | 2010. október 2.     | Toray Pan Pacific Open, Tokió                                        | Kemény     | Iveta Benešová            | Sahar Peér Peng Suaj                          | 6–4, 4–6, [10–8]    |                     |
| 10. | 2010. október 17.    | Generali Ladies Linz, Linz                                           | Kemény (f) | Renata Voráčová           | Květa Peschke Katarina Srebotnik              | 7–5, 7–6(6)         |                     |
| 11. | 2011. január 14.     | Medibank International, Sydney                                       | Kemény     | Iveta Benešová            | Květa Peschke Katarina Srebotnik              | 4–6, 6–4, [10–7]    |                     |
| 12. | 2011. március 6.     | Monterrey Open, Monterrey                                            | Kemény     | Iveta Benešová            | Anna-Lena Grönefeld Vania King                | 6–7(8), 6–2, [10–6] |                     |
| 13. | 2011. április 30.    | Barcelona Ladies Open, Barcelona                                     | Salak      | Iveta Benešová            | Natalie Grandin Vladimíra Uhlířová            | 5–7, 6–4, [11–9]    |                     |
| 14. | 2011. június 18.     | UNICEF Open, ’s-Hertogenbosch                                        | Fű         | Klára Zakopalová          | Dominika Cibulková Flavia Pennetta            | 1–6, 6–4, [10–7]    |                     |
| 15. | 2011. október 23.    | BGL Luxembourg Open, Luxembourg                                      | Kemény (f) | Iveta Benešová            | Lucie Hradecká Jekatyerina Makarova           | 7–5, 6–3            |                     |
| 16. | 2012. április 29.    | Porsche Tennis Grand Prix, Stuttgart                                 | Salak (f)  | Iveta Benešová            | Julia Görges Anna-Lena Grönefeld              | 6–4, 7–5            | (részletek)         |
| 17. | 2012. július 14.     | Italiacom Open, Palermo                                              | Salak      | Renata Voráčová           | Darija Jurak Marosi Katalin                   | 7–6(5), 6–4         | (részletek)         |
| 18. | 2016. június 19.     | AEGON Classic, Birmingham                                            | Fű         | Karolína Plíšková         | Vania King Alla Kudrjavceva                   | 6–3, 7–6(1)         |                     |
| 19. | 2016. augusztus 21.  | Cincinnati Masters, Cincinnati                                       | Kemény     | Szánija Mirza             | Martina Hingis Coco Vandeweghe                | 7–5, 6–4            |                     |
| 20. | 2016. szeptember 24. | Toray Pan Pacific Open, Tokió, Japán                                 | Kemény     | Szánija Mirza             | Liang Csen Jang Csao-hszüan                   | 6–1, 6–1            |                     |
| 21. | 2018. március 17.    | BNP Paribas Open, Indian Wells, USA                                  | Kemény     | Hszie Su-vej              | Jekatyerina Makarova Jelena Vesznyina         | 6–4, 6–4            |                     |
| 22. | 2018. augusztus 25.  | Connecticut Open, New Haven                                          | Kemény     | Andrea Sestini Hlaváčková | Hszie Su-vej Laura Siegemund                  | 6–4, 6–7(7), [10–4] |                     |
| 23. | 2018. október 7.     | China Open, Peking                                                   | Kemény     | Andrea Sestini Hlaváčková | Gabriela Dabrowski Hszü Ji-fan                | 4–6, 6–4, [10–8]    |                     |
| 24. | 2019. február 23.    | Dubai Duty Free Tennis Championships, Dubaj                          | Kemény     | Hszie Su-vej              | Lucie Hradecká Jekatyerina Makarova           | 6–4, 6–4            |                     |
| 25. | 2019. május 11.      | Mutua Madrid Open, Madrid                                            | Salak      | Hszie Su-vej              | Gabriela Dabrowski Hszü Ji-fan                | 6–3, 6–1            |                     |
| 26. | 2019. június 23.     | Nature Valley Open, Birmingham                                       | Fű         | Hszie Su-vej              | Anna-Lena Grönefeld Demi Schuurs              | 6–4, 6–7(4), [10–8] |                     |
| 27. | 2019. július 14.     | Wimbledoni teniszbajnokság, London, Egyesült Királyság               | Fű         | Hszie Su-vej              | Gabriela Dabrowski Hszü Ji-fan                | 6–2, 6–4            | részletek           |
| 28. | 2020. január 12.     | Brisbane International, Brisbane, Ausztrália                         | Kemény     | Hszie Su-vej              | Ashleigh Barty Kiki Bertens                   | 3–6, 7–6(7), [10–8] |                     |
| 29. | 2020. január 22.     | Dubai Duty Free Tennis Championships, Dubaj, Egyesült Arab Emírségek | Kemény     | Hszie Su-vej              | Barbora Krejčíková Cseng Szaj-szaj            | 7–5, 3–6, [10–5]    |                     |
| 30. | 2020. február 28.    | Qatar Total Open, Doha, Katar                                        | Kemény     | Hszie Su-vej              | Gabriela Dabrowski Jeļena Ostapenko           | 6-2, 5-7, [10-2]    |                     |
| 31. | 2020. szeptember 20. | Italian Open, Róma, Olaszország                                      | Salak      | Hszie Su-vej              | Anna-Lena Friedsam Raluca Olaru               | 6-2, 6-2            |                     |
| 32. | 2023. július 16.     | Wimbledoni teniszbajnokság, London, Egyesült Királyság               | Fű         | Hszie Su-vej              | Elise Mertens Storm Hunter                    | 7–5, 6–4            | részletek           |

#### Elveszített döntői (19)
|     | Dátum                | Torna                                          | Borítás    | Partner                   | Ellenfelek a döntőben                   | Eredmény a döntőben | Eredmény a döntőben |
| 1.  | 2005. február 20.    | Copa Colsanitas, Bogotá                        | Salak      | Ľubomíra Kurhajcová       | Emmanuelle Gagliardi Tina Pisnik        | 4–6, 3–6            |                     |
| 2.  | 2005. május 15.      | ECM Prague Open, Prága                         | Salak      | Jelena Kostanić           | Nicole Pratt Émilie Loit                | 7–6(6), 4–6, 4–6    |                     |
| 3.  | 2006. január 7.      | ASB Classic, Auckland                          | Kemény     | Émilie Loit               | Jelena Lihovceva Vera Zvonarjova        | 3–6, 4–6            |                     |
| 4.  | 2008. január 5.      | ASB Classic, Auckland                          | Kemény     | Martina Müller            | Lilia Osterloh Marija Koritceva         | 3–6, 4–6            |                     |
| 5.  | 2009. március 8.     | Monterrey Open, Monterrey                      | Kemény     | Iveta Benešová            | Nathalie Dechy Mara Santangelo          | 3–6, 4–6            |                     |
| 6.  | 2009. július 18.     | ECM Prague Open, Prága                         | Salak      | Iveta Benešová            | Katerina Bondarenko Aljona Bondarenko   | 1–6, 2–6            |                     |
| 7.  | 2010. július 10.     | Collector Swedish Open, Båstad                 | Salak      | Renata Voráčová           | Gisela Dulko Flavia Pennetta            | 6–7(0), 0–6         |                     |
| 8.  | 2010. szeptember 19. | Bell Challenge, Québec                         | Kemény (f) | Bethanie Mattek-Sands     | Sofia Arvidsson Johanna Larsson         | 1–6, 6–2, [6–10]    |                     |
| 9.  | 2010. október 24.    | BGL Luxembourg Open, Luxembourg                | Kemény (f) | Iveta Benešová            | Bacsinszky Tímea Tathiana Garbin        | 4–6, 4–6            |                     |
| 10. | 2012. október 14.    | Generali Ladies Linz, Linz                     | Kemény (f) | Julia Görges              | Anna-Lena Grönefeld Květa Peschke       | 3–6, 4–6            | (részletek)         |
| 11. | 2016. január 9.      | ASB Classic, Auckland                          | Kemény     | Danka Kovinić             | An-Sophie Mestach Elise Mertens         | 6–2, 3–6, [5–10]    |                     |
| 13. | 2017. január 13.     | Apia International Sydney, Sydney, Ausztrália  | Kemény     | Szánija Mirza             | Babos Tímea Anasztaszija Pavljucsenkova | 4–6, 4–6            |                     |
| 14. | 2017. április 2.     | Miami Open, Miami, Amerikai Egyesült Államok   | Kemény     | Szánija Mirza             | Gabriela Dabrowski Hszü Ji-fan          | 4–6, 3–6            |                     |
| 15. | 2018. május 20.      | Internazionali BNL d'Italia, Róma, Olaszország | Salak      | Andrea Sestini Hlaváčková | Ashleigh Barty Demi Schuurs             | 3–6, 4–6            |                     |
| 16. | 2018. szeptember 23. | Toray Pan Pacific Open, Tokió                  | Kemény     | Andrea Sestini Hlaváčková | Miyu Kato Makoto Ninomiya               | 4–6, 4–6            |                     |
| 17. | 2018. szeptember 29. | Wuhan Open, Vuhan                              | Kemény     | Andrea Sestini Hlaváčková | Elise Mertens Demi Schuurs              | 3–6, 3–6            |                     |
| 18. | 2019. november 3.    | WTA Finals, Sencsen                            | Kemény (f) | Hszie Su-vej              | Babos Tímea Kristina Mladenovic         | 1–6, 3–6            | részletek           |
| 19. | 2020. január 31.     | 2020-as Australian Open, Melbourne, Ausztrália | Kemény     | Hszie Su-vej              | Babos Tímea Kristina Mladenovic         | 2–6, 1–6            | részletek           |

## Eredményei Grand Slam-tornákon

### Egyéniben
| Grand Slam | Australian Open | Australian Open    | Roland Garros | Roland Garros       | Wimbledon   | Wimbledon         | US Open   | US Open             |
| Év         | Eredmény        | Utolsó ellenfél    | Eredmény      | Utolsó ellenfél     | Eredmény    | Utolsó ellenfél   | Eredmény  | Utolsó ellenfél     |
| 2003       | Selejtező       | Selejtező          | –             | –                   | 1. kör      | T. Perebijnyisz   | Selejtező | Selejtező           |
| 2004       | 2. kör          | L. Krasznoruckaja  | 2. kör        | A. Miszkina         | 1. kör      | S. Talaja         | 1. kör    | A. Medina Garrigues |
| 2005       | 1. kör          | T. Tanasugarn      | 1. kör        | J. Gyementyjeva     | 2. kör      | Gy. Szafina       | 1. kör    | M. Bartoli          |
| 2006       | Selejtező       | Selejtező          | Selejtező     | Selejtező           | Selejtező   | Selejtező         | Selejtező | Selejtező           |
| 2007       | Selejtező       | Selejtező          | Selejtező     | Selejtező           | 1. kör      | T. Paszek         | Selejtező | Selejtező           |
| 2008       | Selejtező       | Selejtező          | Selejtező     | Selejtező           | 3. kör      | Sz. Kuznyecova    | 1. kör    | V. Zvonarjova       |
| 2009       | 1. kör          | S. Cohen-Aloro     | 1. kör        | L. Domínguez Lino   | 1. kör      | J. Makarova       | 2. kör    | V. Azaranka         |
| 2010       | 2. kör          | Gy. Szafina        | 1. kör        | R. de los Ríos      | 3. kör      | M. Sarapova       | 1. kör    | M. Kirilenko        |
| 2011       | 3. kör          | Li Na              | 1. kör        | Li Na               | 2. kör      | F. Schiavone      | 1. kör    | P. Martić           |
| 2012       | 2. kör          | Serena Williams    | 1. kör        | S. Foretz Gacon     | 1. kör      | Serena Williams   | 1. kör    | Kirsten Flipkens    |
| 2013       | –               | –                  | 1. kör        | Bojana Jovanovski   | 2. kör      | Cvetana Pironkova | Selejtező | Selejtező           |
| 2014       | 2. kör          | Viktorija Azaranka | 1. kör        | Heather Watson      | Negyeddöntő | Petra Kvitová     | 3. kör    | Eugenie Bouchard    |
| 2015       | 3. kör          | Viktorija Azaranka | 1. kör        | Cvetana Pironkova   | 1. kör      | Sloane Stephens   | 3. kör    | Sabine Lisicki      |
| 2016       | 4. kör          | Viktorija Azaranka | 3. kör        | Agnieszka Radwańska | 3. kör      | J Makarova        | 1. kör    | Monica Niculescu    |
| 2017       | 4. kör          | Serena Williams    | 2. kör        | Alizé Cornet        | 2. kör      | Ószaka Naomi      | 2. kör    | Jennifer Brady      |
| 2018       | 4. kör          | Karolína Plíšková  | 4. kör        | Julija Putyinceva   | 3. kör      | Julia Görges      | 3. kör    | Elise Mertens       |
| 2019       | 1. kör          | J Putyinceva       | 1. kör        | Samantha Stosur     | Elődöntő    | Serena Williams   | 1. kör    | Aliona Bolsova      |
| 2020       | 1. kör          | Sorana Cîrstea     | 2. kör        | Barbora Krejčíková  | elmaradt    | elmaradt          | –         | –                   |
| 2021       | 1. kör          | Sz Kuznyecova      | –             | –                   | –           | –                 | –         | –                   |
| 2022       | –               | –                  | –             | –                   | –           | –                 | –         | –                   |
| 2023       | –               | –                  | –             | –                   | 2. kör      | Magda Linette     | 1. kör    | Kaia Kanepi         |

### Párosban
| Grand Slam | Australian Open              | Australian Open                  | Roland Garros                  | Roland Garros                         | Wimbledon                   | Wimbledon                      | US Open                      | US Open                              |
| Év         | Eredmény Partner             | Utolsó ellenfél                  | Eredmény Partner               | Utolsó ellenfél                       | Eredmény Partner            | Utolsó ellenfél                | Eredmény Partner             | Utolsó ellenfél                      |
| 2005       | –                            | –                                | 2. kör Vera Dusevina           | B. Stewart S. Stosur                  | 3. kör Émilie Loit          | Cara Black L. Huber            | 1. kör Květa Peschke         | M. E. Camerin Tathiana Garbin        |
| 2006       | 1. kör Nicole Vaidišová      | D. Hantuchová Szugijama Ai       | 3. kör Iveta Benešová          | Jen Ce Cseng Csie                     | 2. kör Iveta Benešová       | J. Gajdošová A. Harkleroad     | 1. kör Iveta Benešová        | Jen Ce Cseng Csie                    |
| 2007       | 1. kör Iveta Benešová        | S. Brémond A. Mauresmo           | 1. kör Tamira Paszek           | N. Grandin L. Granville               | 2. kör Nicole Vaidišová     | M. Bartoli Meilen Tu           | 1. kör Jelena Kostanić Tošić | A. Medina Garrigues V. Ruano Pascual |
| 2008       | 3. kör Nicole Vaidišová      | Jen Ce Cseng Csie                | 1. kör Sofia Arvidsson         | J. Vesznyina V. Zvonarjova            | –                           | –                              | 1. kör Klára Zakopalová      | T. Pucsak A. Rogyionova              |
| 2009       | 2. kör Iveta Benešová        | Szávay Á. J. Vesznyina           | 2. kör Iveta Benešová          | A. Pavljucsenkova F. Schiavone        | 3. kör Iveta Benešová       | Cara Black L. Huber            | 2. kör Iveta Benešová        | Cara Black L. Huber                  |
| 2010       | 2. kör Iveta Benešová        | A. Hlaváčková L. Hradecká        | 3. kör Iveta Benešová          | L. Huber A. Medina Garrigues          | 3. kör Iveta Benešová       | J. Vesznyina V. Zvonarjova     | 3. kör Iveta Benešová        | Vania King J. Svedova                |
| 2011       | 3. kör Iveta Benešová        | B. Mattek-Sands M. Shaughnessy   | 1. kör Iveta Benešová          | A. Hlaváčková L. Hradecká             | 3. kör Iveta Benešová       | M. Eraković T. Tanasugarn      | Negyeddöntő Iveta Benešová   | L. Huber L. Raymond                  |
| 2012       | 2. kör Iveta Benešová        | Fudzsivara Rika Morita Ajumi     | 1. kör Iveta Benešová          | A. Kerber A. Radwańska                | 2. kör Iveta Benešová       | Volha Havarcova Mandy Minella  | 2. kör Iveta Benešová        | Angelique Kerber Tamira Paszek       |
| 2013       | –                            | –                                | 1. kör Dominika Cibulková      | Sz. Kuznyecova Flavia Pennetta        | Negyeddöntő Julia Görges    | Aojama Suko Chanelle Scheepers | 2. kör Julia Görges          | Polona Hercog L. Raymond             |
| 2014       | 2. kör Julia Görges          | Monique Adamczak Olivia Rogowska | 2. kör Date Kimiko             | Lucie Hradecká Michaëlla Krajicek     | 2. kör Date Kimiko          | Ashleigh Barty Casey Dellacqua | Elődöntő Date Kimiko         | J. Makarova J. Vesznyina             |
| 2015       | Elődöntő Michaëlla Krajicek  | Csan Jung-zsan Cseng Csie        | Negyeddöntő Michaëlla Krajicek | Casey Dellacqua J. Svedova            | 3. kör Michaëlla Krajicek   | Babos Tímea K. Mladenovic      | 3. kör Michaëlla Krajicek    | Martina Hingis Szánija Mirza         |
| 2016       | 3. kör M. Lučić-Baroni       | A-L. Grönefeld Coco Vandeweghe   | 2. kör M. Krajicek             | A-L. Friedsam Laura Siegemund         | 3. kör Michaëlla Krajicek   | J Makarova J Vesznyina         | Negyeddöntő Szánija Mirza    | Caroline Garcia Kristina Mladenovic  |
| 2017       | 3. kör Szánija Mirza         | Hozumi Eri Kato Miju             | –                              | –                                     | 3. kör Julia Görges         | A-L Grönefeld Květa Peschke    | Elődöntő Lucie Šafářová      | Lucie Hradecká Kateřina Siniaková    |
| 2018       | Negyeddöntő Lucie Šafářová   | Hszie Su-vej Peng Suaj           | Elődöntő A Sestini Hlaváčková  | Barbora Krejčíková Kateřina Siniaková | 3. kör A Sestini Hlaváčková | B Mattek-Sands Lucie Šafářová  | 3. kör A Sestini Hlaváčková  | Ashleigh Barty Coco Vandeweghe       |
| 2019       | Elődöntő Markéta Vondroušová | Samantha Stosur Csang Suaj       | 3. kör Hszie Su-vej            | Ljudmila Kicsenok Jeļena Ostapenko    | Győzelem Hszie Su-vej       | Gabriela Dabrowski Hszü Ji-fan | 3. kör Hszie Su-vej          | Ljudmila Kicsenok Jeļena Ostapenko   |
| 2020       | Döntő Hszie Su-vej           | Babos Tímea Kristina Mladenovic  | 3. kör Hszie Su-vej            | Alexa Guarachi Desirae Krawczyk       | elmaradt                    | elmaradt                       | –                            | –                                    |
| 2021       | 2. kör Hszie Su-vej          | Darija Jurak Nina Stojanović     | –                              | –                                     | –                           | –                              | –                            | –                                    |
| 2022       | –                            | –                                | –                              | –                                     | –                           | –                              | –                            | –                                    |
| 2023       | –                            | –                                | –                              | –                                     | Győzelem Hszie Su-vej       | Elise Mertens Storm Hunter     | 3. kör Markéta Vondroušová   | Gabriela Dabrowski Erin Routliffe    |

## Év végi világranglista-helyezései
| Év     | 2002 | 2003 | 2004 | 2005 | 2006 | 2007 | 2008 | 2009 | 2010 | 2011 | 2012 | 2013 | 2014 | 2015 | 2016 | 2017 | 2018 | 2019 | 2020 | 2021 | 2022 |
| Egyéni | 222. | 161. | 56.  | 142. | 164. | 156. | 76.  | 69.  | 67.  | 44.  | 92.  | 92.  | 26.  | 41.  | 20.  | 23.  | 33.  | 33.  | 37.  | 336. | –    |
| Páros  | –    | 339. | 179. | 43.  | 54.  | 80.  | 66.  | 35.  | 20.  | 22.  | 20.  | 44.  | 32.  | 28.  | 17.  | 15.  | 5.   | 1.   | 2.   | 26.  | –    |